# Gutasaga
Gutasaga (también Gutasagan o Historia de los gotlandeses) es una saga que trata la historia de Gotland antes de la cristianización. Escrita alrededor del siglo XIII ha sobrevivido en un solo manuscrito, el Codex Holm. B 64, fechado en 1350, y conservado en la Biblioteca Real de Suecia de Estocolmo junto al Gutalagen, el códice legal de Gotland. Está escrita en gútnico antiguo, un dialecto del nórdico antiguo.

## Un mito para el descubrimiento de Gotland
La saga se inicia con el descubrimiento de Gotland por un hombre llamado Þieluar (Tjalve). Þieluar es una figura mitológica que aparece dos veces en la Edda prosaica y una vez en Gutasagan. Gotland permanece bajo las aguas durante el día y emerge por las noches. Þieluar tiene un hijo Hafþi (Havdi) y con su esposa Vitastjerna tuvo tres hijos: Graip, Gaut y Gunfjaun, los ancestros de los godos (Gutans). 
La saga explica que tras la muerte del padre, Gaut fue elegido jefe y dio el nombre a la isla y a sus habitantes. Ellos compartieron Gotland, donde Gaut dominó en el centro, Graip en el norte y Gunnfjaun en el sur. Gotland fue dividida en tres partes, una división reflejada en la realidad como tres tredingar, concepto territorial que se mantuvo legalmente hasta 1747 y todavía permanece como división episcopal en la Iglesia sueca local, que hoy conserva su división en tres parroquias.

## Emigración hacia el sur de Europa
La saga menciona una emigración, asociada a la migración histórica goda:

durante mucho tiempo, los descendientes de aquellos tres se multiplicaron tanto que la tierra no pudo mantenerlos a todos. Se hizo una criba y a uno de cada tres se le invitaba a marchar, permitiendo quedarse con las posesiones y llevarlas consigo, excepto la tierra. ... se dirigieron al río Dvina, camino de Rusia. Llegaron tan lejos hasta llegar a la tierra de los griegos. ... se asentaron, todavía viven allí, y todavía mantienen algo de nuestra lengua.

Que los godos tuvieron que marchar hacia la tierra de los griegos es un argumento consistente con la mención de fuentes clásicas: Eusebio de Cesarea reporta que devastaron Macedonia, Grecia, Pontus y Asia en el año 263 d. C. 
La emigración tendría lugar en el siglo I d. C., y la pérdida de contacto con su patria se mantendría durante otros dos siglos; el comentario citado que los emigrantes todavía mantienen algo de nuestra lengua advierte obviamente cierta separación dialéctica. Los hechos probablemente se transmitieron oralmente durante casi un milenio antes de que el texto fuera escrito.
La mención del río Dvina también confirma que históricamente los godos siguieron el río Vístula, pero durante la Edad vikinga el Dvina-Dniéper se vio favorecido como ruta de intercambio de los varegos hacia Grecia para los Gutar (o Gotar en nórdico antiguo), y no es un hecho sorprendente que reemplazaran el Vístula en la tradición migratoria.

## Dentro del reino de Suecia
Gutasaga contiene bastantes referencias a las relaciones entre Gotland y Suecia, y afirma que siempre bajo mutuo acuerdo, resaltando deberes y obligaciones del rey de Suecia y el obispo en sus relaciones con Gotland. No existe solo un esfuerzo por escribir la historia de Gotland, también la afirmación de cierta independencia a Suecia.
Se considera a Awair Strabain el hombre que negoció el acuerdo de mutuo beneficio con el rey sueco, un hecho que tuvo lugar a finales del siglo IX, cuando Wulfstan de Hedeby anunció que la isla estaba sometida a los suecos.